# Université de l'Utah
Ne doit pas être confondu avec Université d'État de l'Utah.
L'université de l'Utah est une université publique américaine située à Salt Lake City en Utah.

## Histoire

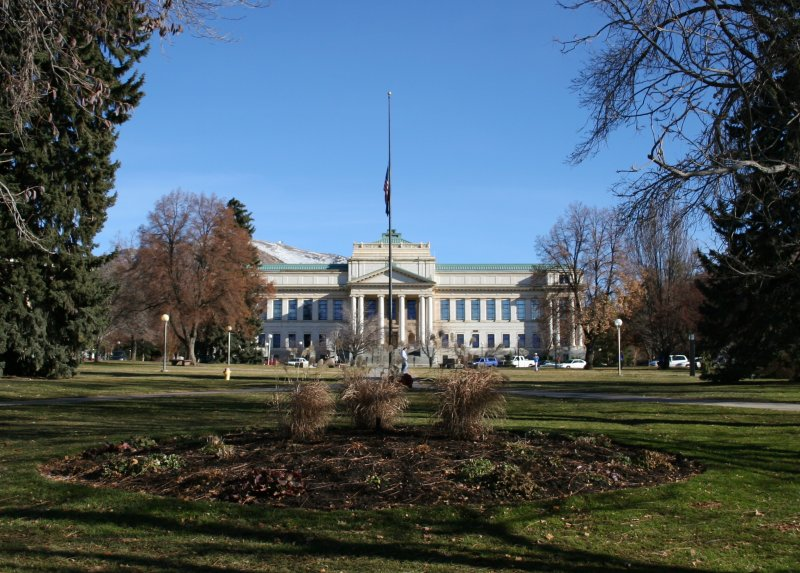
Le campus. Le bâtiment principal.

Un conseil communal a créé une université dans la vallée du lac Salé. L'université a été créée le 28 février 1850 par l'Assemblée générale de l’État et Orson Spencer (en) a été nommé comme le premier recteur de l'université. Les classes anticipées ont été organisées dans des résidences privées. L'université a fermé en 1853 en raison du manque de fonds.
L'université a été rétablie en 1867 sous la direction de David O. Calder (en). En 1892, le nom de l'école a été changé à l'université de l'Utah et elle s'est installée sur un terrain à Fort Douglas, et à l'armée américaine, à l'est de la vallée du lac Salé, et où l'université s'installe définitivement en 1900.

Sceau de l'université

L'université a grossi rapidement au début du XXe siècle. Le nombre d'étudiants inscrits a chuté au plus bas à 3 418 au cours de la dernière année de la Seconde Guerre mondiale. Les effectifs ont atteint 12 000 en 1964. La croissance s'est poursuivie au cours des décennies suivantes, l'université a développé un centre d'informatique, médical, et un centre de recherches.
Pendant les Jeux olympiques d'hiver de 2002, l'université a accueilli le village olympique, un complexe de logements pour les athlètes olympiques et paralympiques, ainsi que les cérémonies d'ouverture et de clôture.